# New Zealand First
New Zealand First («Нова Зеландія перш за все», маор. Aotearoa Tuatahi), зазвичай використовується скорочення NZ First — націоналістична та популістська партія у Новій Зеландії. Заснована в липні 1993 року, після того, як її засновник і лідер Вінстон Пітерс покинув 19 березня 1993 року Національну партію. Формувала уряди з двома найбільшими новозеландськими партіями, спочатку з Національною партією (1996—1998, 2023—), згодом з Лейбористською партією (2005—2008, 2017—2020).
New Zealand First займає центристську позицію в економічних питаннях та соціально-консервативну в таких соціальних питаннях, як кримінальне правосуддя. Партія відрізняється від основного політичного істеблішменту тим, що використовує популістську риторику та підтримує народні референдуми. Вона також виступає за обмеження імміграційної політики.
Партія займала місця у Палаті представників Нової Зеландії з моменту заснування у 1993 до 2008 року, коли вона не змогла набрати достатньо голосів, щоб зберегти представництво. Проте на виборах 2011 року NZ First отримала 6,59 % партійних голосів, що дало їй право на вісім депутатських місць у парламенті. На виборах 2014 року партія збільшила представництво до одинадцяти депутатів. На виборах 2017 року число депутатів партії скоротилося до дев'яти. Впродовж кількох тижнів після виборів 2017 року NZ First сформувала коаліційний уряд з Лейбористською партією.